# Edmond Levy (réalisateur)
Pour les articles homonymes, voir Lévy et Edmond Lévy.
Edmond Levy, ou Edmund A. Levy, est un réalisateur et producteur canadien, né le 26 septembre 1929 à Toronto (Canada), mort le 10 octobre 1998  à New York.

## Biographie
Il a réalisé plus de 120 films documentaires, et a remporté un Oscar en 1967 pour A Year Toward Tomorrow.
Il meurt d'un cancer en 1998 à l'âge de 69 ans à Manhattan.

## Filmographie
- 1960 : Beyond Silence (en)
- 1965 : The Farmer's Daughter (TV), épisode de la série TV Katy the Diplomat
- 1966 : A Year Toward Tomorrow
- 1967 : While I Run This Race (en)
- 1980 : Mom, the Wolfman and Me (TV)

## Distinction
- 1967 : Oscar du meilleur court métrage documentaire pour A Year Toward Tomorrow[2]